# Webster (Texas)
Webster es una ciudad ubicada en el condado de Harris en el estado estadounidense de Texas. En el Censo de 2010 tenía una población de 10400 habitantes y una densidad poblacional de 613,23 personas por km².

## Geografía
Webster se encuentra ubicada en las coordenadas 29°31′56″N 95°6′59″O / 29.53222, -95.11639. Según la Oficina del Censo de los Estados Unidos, Webster tiene una superficie total de 16.96 km², de la cual 16.41 km² corresponden a tierra firme y (3.24%) 0.55 km² es agua.

## Demografía
Según el censo de 2010, había 10400 personas residiendo en Webster. La densidad de población era de 613,23 hab./km². De los 10400 habitantes, Webster estaba compuesto por el 59.62% blancos, el 13.59% eran afroamericanos, el 0.71% eran amerindios, el 4.54% eran asiáticos, el 0.13% eran isleños del Pacífico, el 17.38% eran de otras razas y el 4.04% pertenecían a dos o más razas. Del total de la población el 34.05% eran hispanos o latinos de cualquier raza.